# Ze'ev Friedman
Pour les articles homonymes, voir Friedman.
Ze'ev Friedman (hébreu : זאב פרידמן) (10 juin 1944 – 6 septembre 1972) est un haltérophile israélien évoluant dans la catégorie des poids mouches. Membre de l'équipe olympique israélienne, il est tué lors de la prise d'otages des Jeux olympiques de Munich en 1972.

## Biographie

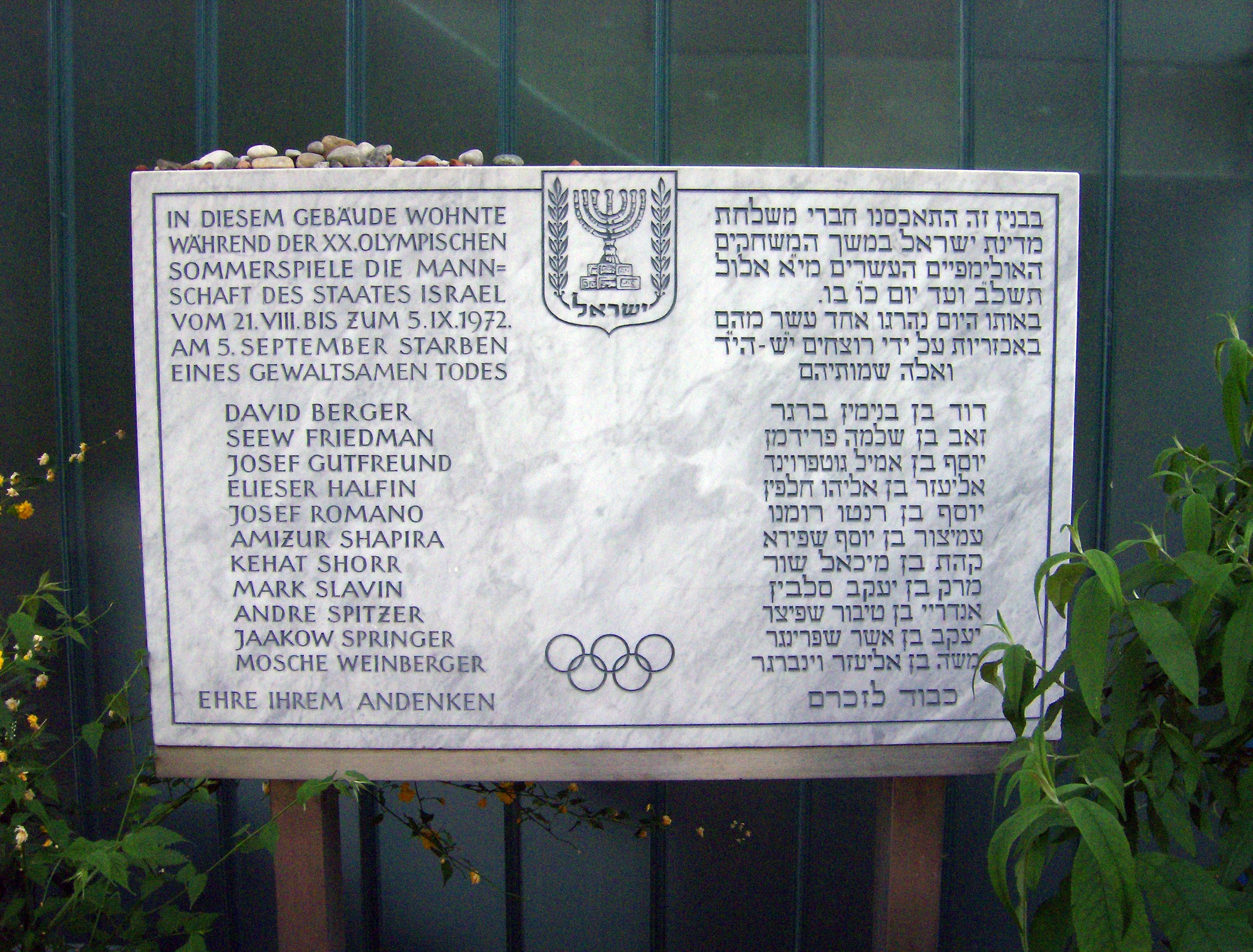
Plaque commémorative, Munich

Ze'ev Friedman est né à Prokopievsk en Union soviétique, en 1944. En 1960, il quitte la Pologne pour Israël. Il commence sa carrière sportive en tant que gymnaste, mais se tourne ensuite vers l'haltérophilie. Il est membre du club sportif Hapoel Kiryat Haïm. Il est médaillé de bronze aux Championnats d'Asie d'haltérophilie de 1971.
En 1972, Ze'ev Friedman participe aux Jeux olympiques d'été de 1972 à Munich, en Allemagne de l'Ouest, en tant qu'haltérophile. Il se classe 12e, l'un des meilleurs résultats de tout athlète israélien à l'époque. Le 5 septembre, des membres du groupe palestinien Septembre Noir font irruption dans le dortoir de l'équipe israélienne et prennent en otage plusieurs athlètes et entraîneurs israéliens, dont Friedman. Après de longues négociations, les ravisseurs amènent les otages à l'aéroport par hélicoptère et les tuent lors d'une tentative de sauvetage par la police de Munich et les gardes-frontières bavarois. Le rapport d'autopsie, réalisé par l'Institut médico-légal de l'Université de Munich, conclut que Friedman était mort d'une hémorragie interne et a également noté qu'une montre portée par l'haltérophile de 28 ans fonctionnait toujours lorsque l'autopsie a commencé, donnant une heure de 19h51.